# Аманулінова кислота
Аманулі́нова кислота́ це циклічний пептид. Сполука є токсином і належить до аматоксинів, які містяться в декількох видах грибів роду Amanita. LD50 аманулінової кислоти приблизно дорівнює 0.1 мг/кг для мишей.

## Токсичність
В основі дії усіх аматоксинів лежить здатність цих сполук пригнічувати РНК полімеразу ІІ.
Хімічна структура аматоксинів, механізм фізіологічної дії, симптоми отруєння та підходи до лікування детально описані в статті про аматоскини.